# Ortsschlump

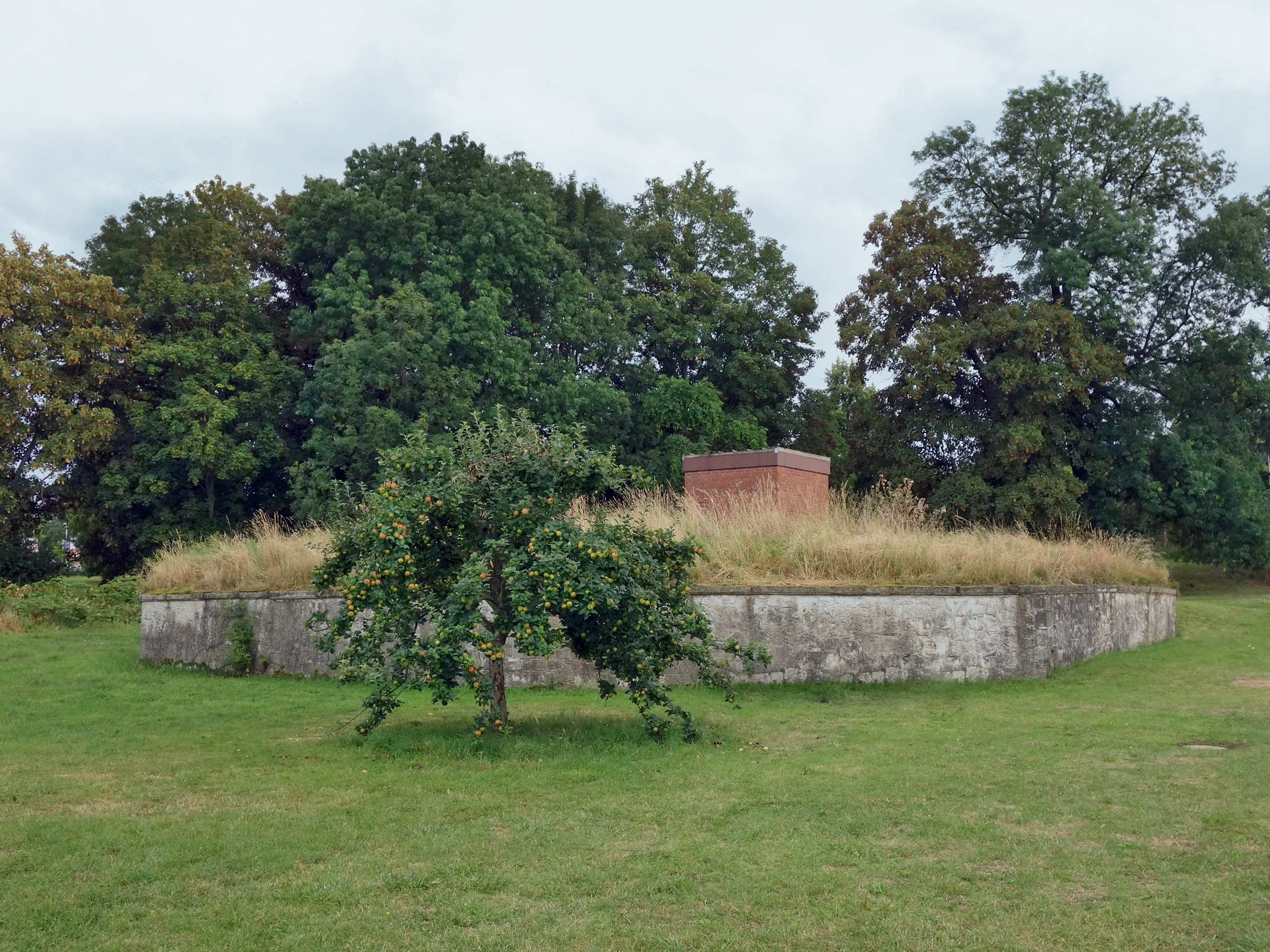
Einer der beiden Brunnen des Wasserwerkes an der Ortsschlumpquelle

Der Ortsschlump (auch Moorschlump) war ein Bach in Hildesheim, der am Fuß des Galgenbergs entsprang. Sein Wasser wurde seit Ende des 19. Jahrhunderts zur Trinkwasserversorgung der Stadt genutzt.

## Geschichte
Der etwa 3 km lange Ortsschlump war einer der Quellbäche der Treibe, die im Mittelalter und der frühen Neuzeit der wichtigste Bach in der Hildesheimer Altstadt war.
Von seiner Quelle am Fuß des Galgenbergs in der Goslarschen Landstraße 15 floss der Ortsschlump zunächst in einem Bogen nach Nordwesten zu den ehemaligen Sauteichen, die links und rechts der Einumer Straße zwischen Waterloostraße und der Bahnlinie gelegen waren. Von dort verlief er westlich der Straße Feldrenne weiter nach Norden und bog dann vor der Bundesstraße 6 nach Westen ab und folgte dem Verlauf der Fahrenheitstraße und des Langen Gartens. Südlich des Hauptbahnhofs durchfloss er den Butterborn, einen Quellteich (Born) vor der Stadt (von buten: außerhalb), der etwa an der nordwestlichen Ecke des Marienfriedhofes lag. Weiter nach Südwesten querte er die heutige Bahnhofsallee und auf Höhe des Angoulêmeplatzes die Bernwardsstraße und erreichte an der Ecke Speicherstraße die Kaiserstraße. Entlang der Kaiserstraße verlief der Ortsschlump weiter zum Hagentor, seit etwa 1460 zum befestigten Stadtgraben verbreitert.
Am Hagentor verließ der Ortsschlump den Stadtgraben wieder und wandte sich nach Süden, nun aber nicht mehr unter seinem bisherigen Namen, sondern als Hagenbeke, als Bach (beke), der entlang des nördlichen Abschnittes des Langen Hagens, dem Beginn der heutigen Kardinal-Bertram-Straße, bis zur Hagenbrücke an der Ecke zum Kurzen Hagen verlief. Hier vereinigte er sich mit den von der Sülte und der Steingrube herkommenden Bächen zur Treibe und mündete schließlich der Kardinal-Bertram-Straße, dem Bohlweg und dem Hückedahl folgend bei der Treibestraße im Mühlengraben-Arm der Innerste.
Während des Dreißigjährigen Krieges setzten die Hildesheimer im November 1625 die Gegend des ehemaligen Alten Dorfes nördlich des heutigen Hauptbahnhofes zur Verteidigung unter Wasser, indem sie den Ortsschlump aufstauten.
In der ersten Hälfte des 19. Jahrhunderts wurde der Ortsschlump im Zuge der vorbereitenden Arbeiten für den Bau der Eisenbahn in seinem ersten Abschnitt verlegt, von der Quelle floss er nun direkt nach Norden, bis er die Feldrenne erreichte und blieb so stets auf der östlichen Seite der Bahntrasse nach Goslar. Die so vom Zufluss abgeschnittenen Sauteiche trockneten aus, an sie erinnert nur noch der alte Flurname Sauteichsfeld, der einer Straße weit im Osten des Flurstücks ihren Namen gab. Um 1880 wurde der Hildesheimer Hauptbahnhof an seine heutigen Position verlegt; der Ortsschlump, der das neue Bahnhofsgelände durchquerte, wurde dabei kanalisiert und unter die Erde verlegt, auch der Butterborn fiel der Umgestaltung des Geländes zum Opfer.
Von 1883 bis ins Jahr 2009 wurde das Wasser der Ortsschlumpquelle zur Trinkwassergewinnung genutzt und 1894 ein Wasserwerk an der Quelle errichtet.
Im 20. Jahrhundert wurde der Ortsschlump, der wegen der Trinkwasserförderung nur noch wenig Wasser führte, 1934 beim Bau der Kasernen an der Senator-Braun-Allee und 1950 bei der Anlage der Fahrenheitstraße weiter kanalisiert und mündet nun in der Drispenstedter Straße am Kennedydamm in die Hauptkanalisation.
Nach dem Ortsschlump wurde 1965 die Straße zum Galgenbergrestaurant An der Ortsschlumpquelle benannt.

## Das Wasserwerk Ortsschlump
Spätestens gegen 1880 erwies sich die Wasserversorgung der wachsenden Stadt Hildesheim durch die Sültequelle als unzureichend und es wurde nach Alternativen gesucht. Die Stadt erwarb 1883 bei Baddeckenstedt ein Grundstück zur Trinkwassergewinnung, zögerte aufgrund der hohen Kosten jedoch noch mit dem Bau der benötigten Wasserleitung. Parallel wurde mit der versuchsweisen Erschließung der Ortsschlumpquelle begonnen. 1889 erwies sich schließlich das Gelände in Baddeckenstedt als ungeeignet, weil das geförderte Wasser durch Abwässer eines Werkes in Langelsheim verunreinigt wurde, das Kalisalz aus dem 1886 in Betrieb gegangenen Kalibergwerk Hercynia verarbeitete.
Der Versuchsbrunnenschacht, der 1883 in die Ortsschlumpquelle eingebracht worden war, lieferte befriedigende Wassermengen, so dass ein größerer Brunnen von acht Metern Durchmesser und 11 Metern Tiefe gebaut wurde. Bis 1887 kamen ein Speicherbecken und ein provisorisches Pumpwerk dazu, die eine Wasserleitung in die Stadt mit zahlreichen Hydranten und öffentliche Zapfstellen („Laufpfosten“) speisten. 1892 hatte die Leitung eine Länge von fast 7 km erreicht.

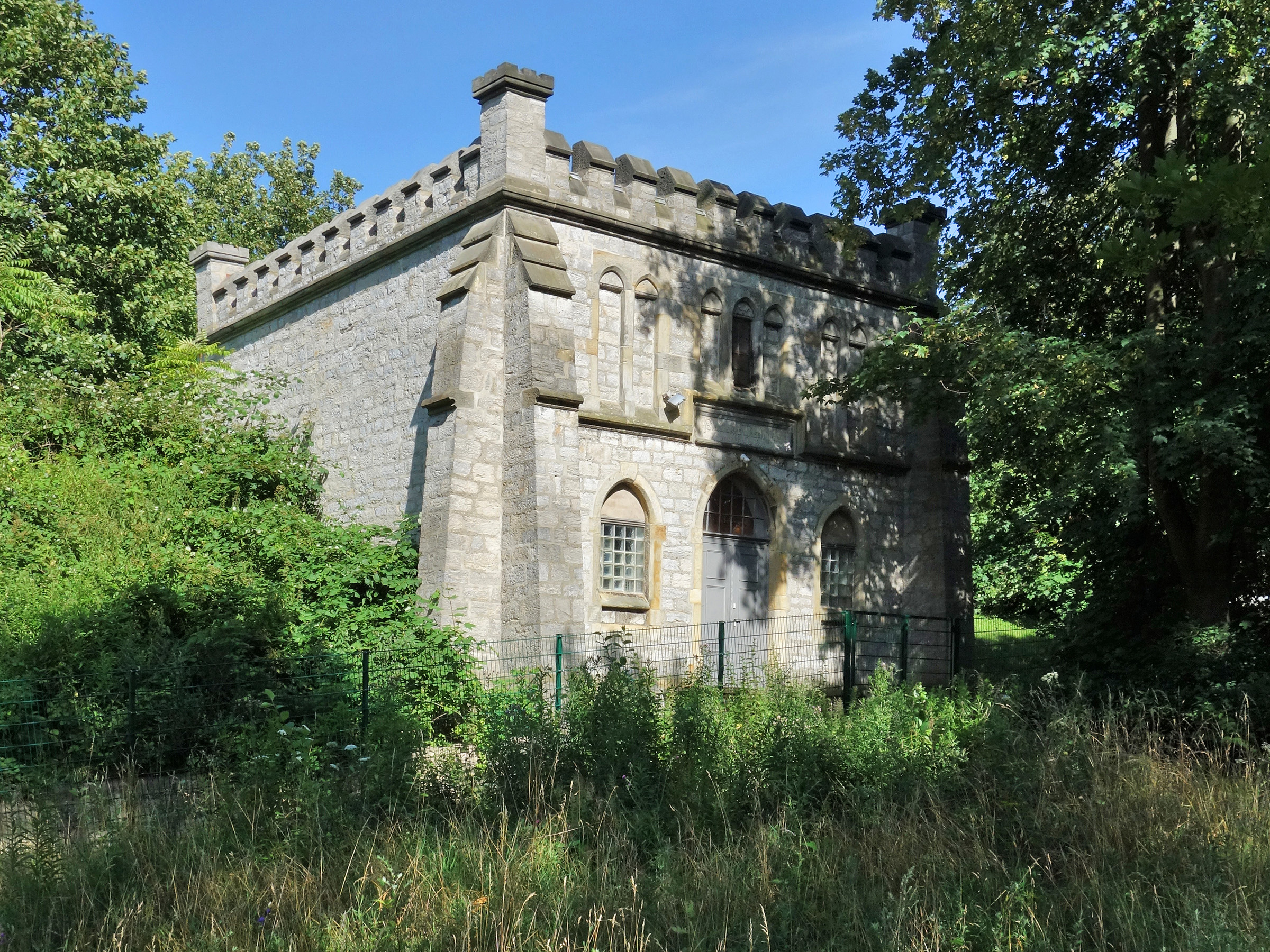
Einer der beiden Hochbehälter oberhalb der Mozartstraße in Hildesheim.

Das Provisorium auf dem Gelände der Ortsschlumpquelle wurde 1894 durch ein Wasserwerk ersetzt, das am 19. Dezember an der Goslarschen Landstraße 15 den Betrieb aufnahm. Es wurden drei dampfgetriebene Plungerpumpen installiert, die das Wasser in zwei je 2000 m³ fassende Hochbehälter förderten, die oberhalb der heutigen Mozartstraße auf dem Galgenberg errichtet worden waren. Von hier aus versorgte ein ständig wachsendes Leitungsnetz die Stadt, welches im Gegensatz zum bisherigen Netz nun aber Hausanschlüsse und keine öffentlichen Entnahmestellen speiste, diese wurden bis Ende 1895 vollständig abgebaut.
Bis 1900 war das Leitungsnetz auf fast 51 km Länge angewachsen und versorgte mehr als 3000 Hausanschlüsse täglich durchschnittlich mit rund 1200 m³ Wasser. Um den stetig steigenden Bedarf decken zu können, wurde in diesem Jahr ein zweiter, nochmals größerer Brunnen von zehn Metern Durchmesser und 21 m Tiefe in Betrieb genommen. Das Wasserwerk konnte nun, je nach jährlicher Niederschlagsmenge, täglich zwischen 2500 und (in Spitzenzeiten) 6000 m³ Wasser bereitstellen. Ab 1901 entstand am Hang des Galgenberges ein Villenviertel, das nach seinen Straßennamen „Komponistenviertel“ genannt wurde. Es lag auf der Höhe der Hochbehälter, zu seiner Versorgung wurde daher 1906 ein höhergelegener Wasserturm mit 90 m³ direkt hinter dem Galgenbergrestaurant errichtet, der ebenfalls vom Wasserwerk Ortsschlump befüllt wurde; er wurde mit der Errichtung weiterer, höhergelegener Hochbehälter auf dem Galgenberg Anfang der 1970er Jahre überflüssig und 1974 wieder abgerissen.
Der weiterhin wachsende Wasserbedarf und die starke Niederschlagsabhängigkeit der Ortsschlumpquelle führten zunehmend zu Engpässen bis hin zur rationierten Wasserabgabe. Die Stadt begann daher 1909 mit Erschließung weiterer Wasservorkommen durch den Bau des gut 15 km entfernten Wasserwerkes Poppenburg bei Elze, das am 31. Juli 1911 den Betrieb aufnahm. Langfristig reichte aber auch diese Maßnahme nicht zur Sicherstellung der Wasserversorgung aus, so dass ab November 1934 über eine Fernwasserleitung Wasser aus der Sösetalsperre der Harzwasserwerke bezogen wurde. Der Bezug wurde in den folgenden Jahren ausgeweitet, seit 1972 liefert auch die 1969 fertiggestellte Granetalsperre Wasser nach Hildesheim, die Bedeutung der Eigenförderung nahm damit immer weiter ab.
Erst 1962 wurden im Wasserwerk Ortsschlump die dampfbetriebenen Pumpen durch elektrische ersetzt und der Schornstein abgebrochen. 1985 wurde eine Wassermischanlage in Betrieb genommen, die vom Hochbehälter Rottsberg aus mit einem Wassergemisch von vier Teilen weichem Harzwasser (Härte 4 °dH) und einem Teil sehr hartem Wasser aus Poppenburg (25 °dH) beliefert wurde. Sie setzte diesem im Verhältnis 4 zu 1 das ebenfalls sehr harte Wasser des Ortsschlumps (25 °dH) zu, um eine maximale Wasserhärte von 10,6 °dH im ganzen Stadtgebiet gewährleisten zu können. Der Anteil des Ortsschlumpwassers an der Wasserversorgung lag damit bei etwa 4 %. Eine Sanierung von Brunnen 1 wurde 1989 abgeschlossen, die inzwischen denkmalgeschützten Hochbehälter an der Mozartstraße wurden bis 2002 saniert.
Die Trinkwasserförderung im Wasserwerk Ortsschlump wurde 2009 endgültig eingestellt, weiter benötigte Pumpen wurden in den Hochbehälter ausgelagert; der Brunnen steht der Feuerwehr jedoch weiterhin zur Notversorgung im Katastrophenfall zur Verfügung. Das Werk wurde im April 2010 an den lokalen Veranstalter Uwe Brennecke verkauft, der dort einen Kulturstandort entwickeln wollte, was jedoch am Widerstand der Anwohner scheiterte. Seit April 2016 wird das Gelände von einer Kleinbrauerei genutzt, das Ortsschlumpwasser ist aufgrund seiner Härte jedoch nicht zum Brauen geeignet.